# Cactearum Genera Nova Speciesque Novae
Cactearum Genera Nova Speciesque Novae (abreviado Cact. Gen. Sp. Nov.) es un libro con ilustraciones y descripciones botánicas que fue escrito por el botánico, pteridólogo y escritor francés Charles Antoine Lemaire, especialista en las cactáceas. Fue publicado en París en el año 1839 con el nombre de Cactearum Genera Nova Speciesque Novae et omnium in Horto monvilliano cultarum ex affinitatibus naturalibus ordinatio nova indexque methodicus.